# ProRace Berlin 2011
La ProRace Berlin 2011, prima edizione della corsa, valida come evento del circuito UCI Europe Tour 2011 categoria 1.1, si svolse il 22 maggio 2011 per un percorso di 182,2 km. Fu vinta dal tedesco Marcel Kittel, che giunse al traguardo con il tempo di 3h 50' 50" alla media di 47,3 km/h.
Al traguardo 114 ciclisti portarono a termine il percorso.

## Ordine d'arrivo (Top 10)
| Pos. | Corridore          | Squadra      | Tempo    |
| ---- | ------------------ | ------------ | -------- |
| 1    | Marcel Kittel      | Skil-Shimano | 3h50'50" |
| 2    | Giacomo Nizzolo    | Leopard-Trek | s.t.     |
| 3    | Aleksej Markov     | Russia       | s.t.     |
| 4    | Rüdiger Selig      | Germania     | s.t.     |
| 5    | Florian Monreal    | Eddy Merckx  | s.t.     |
| 6    | John Murphy        | BMC          | s.t.     |
| 7    | Henning Bommel     | LKT Team     | s.t.     |
| 8    | Grischa Janorschke | Sparkasse    | s.t.     |
| 9    | Luc Hagenaars      | Eddy Merckx  | s.t.     |
| 10   | Timo Thömel        | Team NSP     | s.t.     |